# Jorge Crispim Romão
Jorge Crispim Romão é um físico teórico português. Desde 2016 é Professor Sênior do Instituto Superior Técnico e trabalha no Centro de Física Teórica de Partículas.
Suas principais áreas de pesquisa são a supersimetria, a física dos neutrinos e o bóson de Higgs.
Atualmente leciona a disciplina Teoria Quântica de Campos no âmbito do currículo MEFT, Mestrado Integrado em Física Tecnológica (Inglês: Integrated Masters in Technological Physics Engineering) no Instituto Superior Técnico.